# Marianne Mettler
Marianne Mettler (* 1961) ist eine Schweizer Politikerin (SP) und Ökonomin.

## Leben

### Beruf
Mettler wuchs in Dussnang auf. Nach einer Ausbildung als Pflegefachfrau studierte Mettler Wirtschaft an der Universität St. Gallen und schloss mit dem Lizenziat ab. Sie arbeitete als Leiterin Betriebswirtschaft beim Universitätsspital in Zürich.

### Politik
Mettler war von 2001 bis 2018 Mitglied im Stadtparlament Wil. Von 2005 bis 2008 war sie GPK-Präsidentin, 2004 war sie Parlamentspräsidentin. Von 2004 bis 2008 war sie Kantonsrätin. 2012 kandidierte sie für das Amt als Stadtpräsidentin, nach dem ersten Wahlgang verzichtete Mettler auf eine weitere Kandidatur.

## Privates
Mettler lebt seit 1995 in Wil und ist Mutter zweier Kinder. Seit 2022 ist sie die erste Präsidentin der Katholischen Kirchenverwaltung in Wil.